# Międzynarodowy Festiwal Kameralistyki Ensemble
Międzynarodowy Festiwal Kameralistyki Ensemble – odbywający się od 2004 roku na Zamku Książ w Wałbrzychu festiwal muzyki kameralnej.
Twórcą festiwalu był Marek Markowicz. W 2005 roku, po jego śmierci, dyrektorem artystycznym został jego syn – Marcin Markowicz, skrzypek, koncertmistrz Filharmonii Wrocławskiej. Dyrektorem generalnym została Katarzyna Markowicz – historyk sztuki. Prawnym organizatorem Festiwalu jest założona przez nich Fundacja ENSEMBLE.
Festiwal Ensemble zagościł do kalendarza istotnych wydarzeń kulturalnych Dolnego Śląska. Głównym celem Festiwalu jest propagowanie muzyki kameralnej poprzez stworzenie okazji do twórczego spotkania się muzyków - mistrzów i uczniów z całego świata. Uczniowie i profesorowie ćwiczą wspólnie w stworzonych przez siebie zespołach przez cały czas trwania kursów, w końcu grają ćwiczone przez siebie utwory muzyczne na licznych koncertach festiwalowych.

## Uczestnicy festiwalu
W dotychczasowych edycjach uczestniczyli profesorowie: Paul Gulda z Wiednia – światowej sławy pianista, Roman Totenberg – polska legenda skrzypiec, przyjaciel Karola Szymanowskiego, z którym niejednokrotnie grał na koncertach, Szymon Krzeszowiec i Piotr Janosik – członkowie Kwartetu Śląskiego, Dominika Falger – koncertmistrzyni Wiener Symphoniker, Christiane Edinger – wybitna niemiecka skrzypaczka,  Wiesław Rekucki – pierwszy altowiolista hiszpańskiej orkiestry w Oviedo, Piero Massa – włoski altowiolista, współpracujący z mediolańską La Scalą. W roku 2008 Festiwal zaszczyci swoją obecnością jako profesor – niezwykłej sławy polski skrzypek, koncertmistrz Opery w Zurychu, zwycięzca Konkursu im. Wieniawskiego w Poznaniu – Bartłomiej Nizioł.
Uczestnikami byli do tej pory studenci z Anglii, Austrii, Bułgarii, Hiszpanii, Izraela, Niemiec, Rosji, Serbii, Słowacji, Stanów Zjednoczonych, Włoch oraz oczywiście z Polski.

## Zamek Książ
Festiwal odbywa się na zamku Książ. Miejsce to, w dawnych wiekach będące we władaniu Piastów śląskich, od XIX wieku związane było ze złożoną historią rodu Hochbergów. W roku 1891 do rodu tego weszła, jako żona księcia Henryka XV Hochberga, Maria-Theresa Olivia Cornwallis-West – z powodu swej wspaniałej urody popularnie zwana Księżną Daisy (ang. stokrotka). Była ona angielską arystokratką, która poślubiwszy Henryka XV Hochberga została panią na Zamku w Książu. Pozostała nią aż do czasu II Wojny Światowej, po której wybuchu księżna została eksmitowana, a dobra książańskie – skonfiskowane z rozkazu Hitlera. Księżna została wybrana na patronkę Kursu Interpretacji jako osoba słynąca z niezwykłej wrażliwości, talentów oraz umiłowania do muzyki. W jej siedzibie, w najwspanialszej sali zamkowej – Sali Maksymiliana w Książu – uczestnicy Festiwalu nazwanego od imienia Księżnej, przygotowują oraz prezentują dzieła muzyki kameralnej. 

## Warsztaty
Od 2008 roku nowym elementem wydarzenia stały się warsztaty aktorskie. Idea jest taka sama, jak w przypadku warsztatów muzycznych - wybitni aktorzy spotykają się każdego dnia z grupą uczniów, pracując nad konkretnymi utworami literackimi. Pracę wieńczą spektakle, które odbywają się na koniec warsztatów. W 2008 roku zajęcia poprowadzili: Beata Fudalej, Wojciech Malajkat, Zbigniew Zamachowski.

## Patronat honorowy
- Patronem honorowym Festiwalu był w 2008 roku prezydent RP Lech Kaczyński.
- Patronem honorowym Festiwalu w 2013 roku jest Małżonka Prezydenta RP Anna Komorowska.